# Boogschieten op de Paralympische Zomerspelen 1996
Op de Xe Paralympische Spelen die in 1996 werden gehouden in het Amerikaanse Atlanta was boogschieten een van de 19 sporten die tijdens deze spelen werd beoefend.

## Mannen

### Teams
| Rank | Land       | Punten | Schutters                                        |
| ---- | ---------- | ------ | ------------------------------------------------ |
| 1    | Zuid-Korea | 232    | An Tae Sung Cho Hyeon Lee Hak Young              |
| 2    | Polen      | 221    | Stanislaw Jonski Tomasz Lezanski Ryszard Olejnik |
| 3    | Japan      | 212    | Masao Sato Kenichi Nishii Mitoya Ishida          |

| Rank | Land       | Punten | Schutters                                   |
| ---- | ---------- | ------ | ------------------------------------------- |
| 1    | Duitsland  | 227    | Hermann Nortmann Mario Oehme Udo Wolf       |
| 2    | Italië     | 221    | Giuseppe Gabelli Marco Mai Luciano Malovini |
| 3    | Zuid-Korea | 214    | You In Oh Doo Lee Ouk Soo                   |

### Individueel
| Klasse | Punten | land | Goud              | land | Zilver          | land | Brons         |
| ------ | ------ | ---- | ----------------- | ---- | --------------- | ---- | ------------- |
| Staand | 98     | POL  | Ryszard Olejnik   | FRA  | Jean Garcia     | KOR  | Tae Sung An   |
| W1     | 102    | FIN  | Martti Rantavouri | SUI  | Kurt MacCaferri | JPN  | Koichi Minami |
| W2     | 103    | KOR  | Ouk Soo Lee       | NED  | Jappie Walstra  | GER  | Udo Wolf      |

## Vrouwen

### Teams
| \| Rank \| Land \| Punten \| Schutters \| \| ---- \| ------------------- \| ------ \| ----------------------------------------------- \| \| 1 \| Italië \| 220 \| Paola Fantato Roberta Lazzaroni Sandra Truccolo \| \| 2 \| Japan \| 197 \| Hifumi Suzuki Shigeko Matsueda Masako Yonezawa \| \| 3 \| Verenigd Koninkrijk \| 183 \| Anita Chapman Rebecca Gale Kathy Smith \| |                     |        |                                                 |
| Rank | Land                | Punten | Schutters                                       |
| 1 | Italië              | 220    | Paola Fantato Roberta Lazzaroni Sandra Truccolo |
| 2 | Japan               | 197    | Hifumi Suzuki Shigeko Matsueda Masako Yonezawa  |
| 3 | Verenigd Koninkrijk | 183    | Anita Chapman Rebecca Gale Kathy Smith          |

### Individueel
| Klasse | Punten | land | Goud               | land | Zilver          | land | Brons                  |
| ------ | ------ | ---- | ------------------ | ---- | --------------- | ---- | ---------------------- |
| Staand | 98     | POL  | Malgorzata Olejnik | GBR  | Chapman, Anita  | FRA  | Marie-Francoise Hybois |
| W2     | 98     | JPN  | Hifumi Suzuki      | ITA  | Sandra Truccolo | ITA  | Paola Fantato          |

Atletiek · Bankdrukken · Basketbal · Boogschieten · Boccia · CP-voetbal · Goalball · Judo · Koersbal · Paardensport · Schermen · Schietsport · Tafeltennis · Tennis · Volleybal · Wielersport · Zeilen · Zwemmen
Rome 1960 ·
Tokio 1964 ·
Tel Aviv 1968 ·
Heidelberg 1972 ·
Toronto 1976 ·
Arnhem 1980 ·
New York & Stoke Mandeville 1984 ·
Seoel 1988 ·
Barcelona 1992 ·
Atlanta 1996 ·
Sydney 2000 ·
Athene 2004 ·
Peking 2008 ·
Londen 2012 ·
Rio de Janeiro 2016 ·
Tokio 2020 ·
Parijs 2024 ·
Los Angeles 2028